# Так просто (сингл)
«Так просто» — сингл української співачки Ірини Білик, який виданий восени (1996) на підтримку однойменного альбому «Так просто».

## Трек-лист
| #  | Назва           | Тривалість |
| -- | --------------- | ---------- |
| 1. | «Дай руку мені» | 4:40       |
| 2. | «Тіа-Ту»        | 3:50       |
| 3. | «Забула»        | 3:26       |